# John Grinder

John Grinder

John Grinder (* 10. Januar 1940 oder 1939 in den Vereinigten Staaten) ist ein US-amerikanischer Anglist und Linguist und Mitentwickler des Neuro-Linguistischen Programmierens (NLP).

## Leben
Grinder studierte Anglistik und arbeitete über Noam Chomskys Generative Transformationsgrammatik. Als Professor an der University of California in Santa Cruz lernte er den dort Psychologie studierenden Richard Bandler kennen. Bandler, der zu jener Zeit eine Gestalttherapie-Gruppe führte, bat Grinder, an dieser als Beobachter teilzunehmen. Später vertauschten auch beide die Rolle von Beobachter und Gruppenleiter. Zusammen begannen sie so, die Kommunikation – und hier vor allem die nonverbale – in der Psychotherapie zu erforschen. Ab 1974 modellierten beide ein eigenes therapeutisch intendiertes Konzept, das die Ansätze von Fritz Perls, Virginia Satir, Milton Erickson und (später) Gregory Bateson verarbeitete.
In The Structure of Magic (2 Bde., 1975f.) und Patterns of the Hypnotic Techniques of Milton H. Erickson (2 Bde., 1975 u. 1977) wurden vor allem Ericksons Erkenntnisse der Hypnotherapie adaptiert. Mit diesen und den folgenden Büchern begründeten Grinder und Bandler dann das Neuro-Linguistische Programmieren (NLP), zu deren Entstehen und Entwicklung sie fortan diverse Publikationen beitrugen.

## Werke
- On Deletion Phenomena in English. 1972.
- Mit Suzette Elgin: Guide to Transformational Grammar. Holt 1973.
- Mit Richard Bandler: The Structure of Magic: A Book about Language and Therapy. 1997, ISBN 0-8314-0044-7.
- Mit Richard Bandler: Structure of Magic. Vol. 2: A Book about Communication and Change. 1980, ISBN 0-8314-0049-8.
- Mit Richard Bandler: Therapie in Trance. Hypnose: Kommunikation mit dem Unbewussten. 6. Auflage. Klett-Cotta, Stuttgart 1992, ISBN 3-608-95140-7.
- Mit Richard Bandler: Metasprache und Psychotherapie. Die Struktur der Magie I. 11. Auflage. Junfermann, Paderborn 2005. ISBN 978-3-87387-186-1.
- Mit Richard Bandler: Kommunikation und Veränderung. Die Struktur der Magie II. 8. Auflage. Junfermann, Paderborn 2003, ISBN 978-3-87387-187-8.
- Mit Richard Bandler: Neue Wege der Kurzzeit-Therapie. 14. Auflage. Junfermann, Paderborn 2007, ISBN 978-3-87387-193-9.
- Mit Richard Bandler: Patterns. Muster der hypnotischen Techniken Milton Ericksons. 3. Auflage. Junfermann, Paderborn 2005, ISBN 978-3-87387-139-7.
- Mit Richard Bandler: Reframing. 8. Auflage. Junfermann, Paderborn 2005, ISBN 978-3-87387-228-8.
- Mit Richard Bandler: Patterns of the Hypnotic Techniques of Milton H. Erickson, M.D. 1997, ISBN 1-55552-052-9.
- Mit Richard Bandler:  Frogs Into Princes. Real People Press 1979, ISBN 1-870845-03-X.
- Mit Michael McMasters: Precision: A New Approach to Communication: How to Get the Information You Need to Get Results. 1994, ISBN 1-55552-049-9.
- Mit Judith DeLozier: Der Reigen der Daimonen. Junfermann, Paderborn 1995, ISBN 978-3-87387-135-9.